# Jelle's Marble Runs
Jelle's Marble Runs是一個來自荷蘭的YouTube頻道，由Jelle Bakker所創建，該頻道以各類彈珠影片為主題，尤其以彈珠競速為主。該頻道創作了一系列與現實體育賽事相仿的彈珠賽事影片，對象包含奧林匹克運動會、一級方程式賽車等，將每位彈珠選手與隊伍擬人化，並迅速形成了粉絲文化。截至2020年8月29日，該頻道已有超過125萬訂閱者及接近1亿次的觀看次數。

## 歷史
Jelle Bakker於1983年6月2日出生在荷蘭韋爾弗斯霍夫，由於Jelle患有一種自閉症，因此他對移動的事物、燈光與聲音非常感興趣，而建設彈珠軌道也成了他自小以來最大的愛好。自2001年來，他開始建設一些具有升降梯及多路徑等較複雜的軌道，並於2009年5月21日以「最長的彈珠競速軌道」獲得金氏世界紀錄，不過這項紀錄在2011年9月便遭打破。
Jelle在2006年創建了YouTube頻道，過程中Jelle陸續上傳了許多自己建設的彈珠競速軌道影片，其中以2015年6月上傳的「可使11,000顆彈珠在其運行的彈珠機器」最為知名。而在2016年4月上傳了一部以沙地作為軌道的彈珠競速影片後，該影片迅速在網路竄紅，於臉書上獲得超過百萬的觀看次數，並接受了BBC的簡短採訪。在此以後，Jelle's Marble Runs的頻道便轉以製作彈珠賽事類型的影片為主。
2016年起，Jelle開始製作「彈珠奧運會（MarbleLympics）」及「彈珠沙地拉力賽（Sand Marble Rally）」系列的彈珠賽事影片，此後每年都會製作並上傳新的賽事，也成為頻道中最主要也最受熱門的影片系列。Jelle原先預計在2017年的彈珠奧運會結束後停止製作該系列影片，不過後來仍持續製作下去。
2018年起，Jelle開始在Patreon上進行群眾募資。訂閱最高等級的贊助人將可以選擇一顆自己喜歡的彈珠，出現在影片內的VIP觀眾席上作為自己的象徵。此外Jelle也架設了一個販售相關周邊商品的網頁，包含印有彈珠奧運會中各隊伍的衣服、馬克杯、海報等。
2018年11月，由於Jelle在試圖刪除他的Google+時不小心刪除了YouTube頻道，使得Jelle必須創建新的頻道以及重新上傳舊的影片。舊頻道在被刪除前，累積有超過62萬的訂閱人數以及1.6億的觀看次數。
2019年2月，Jelle組成了「JMRC委員會」，負責整合與維持頻道中各系列的影片品質。成員來自世界各地，除了位於荷蘭的Jelle與弟弟Dion，也包含來自德國的公關Mellacus、美國的評論員Greg Woods、希臘的作曲家與比利時的設計師等。
2020年2月，Jelle開始製作新系列彈珠賽事「彈珠F1（Marbula One）」。由於2019冠狀病毒病疫情使大部分的體育活動都延期或取消，該頻道迅速竄紅，其影片在推特上突破3,000萬的觀看次數，並接受時代雜誌、CNN等多家媒體的採訪。在賽事結束後，Jelle也宣布將與遠景維珍車隊合作，舉辦「彈珠FE（Marbula E）」賽事以取代被取消的電動方程式賽事，其中軌道與隊伍等均參考自現實中的巴黎電動大獎賽進行。
2020年6月，Jelle与英国牛奶厂商Arla Cravendale合作推出了Last Marble Standing这个赛事，总共有六支队伍，六场比赛。

## 系列

### 彈珠聯賽（Marble League）

2019年彈珠聯賽的接力賽項目

彈珠聯賽（Marble League），舊稱彈珠奧運會（MarbleLympics），是一個每年連載的影片系列，其與現實中的奧林匹克運動會相仿，也是頻道中最受歡迎的系列。彈珠聯賽中的隊伍由四個相同外觀樣式的彈珠所組成，並進行一系列如短跑、接力賽及越野等比賽項目，累積積分以爭奪最終總積分榜的冠軍。彈珠聯賽具有一個完整的賽事體系，包含資格賽、次級聯賽等，且影片中將各彈珠給擬人化，有由彈珠組成的觀眾席，及各隊伍專屬的應援加油聲，更以定格動畫呈現開幕式、閉幕式、觀眾衝突等事件。
Jelle同時運營著一個專屬的Fandom百科，對各隊伍與選手進行的詳細描述，並建構出一個龐大的彈珠世界觀。這也使Jelle頻道迅速形成了粉絲文化，於Reddit等論壇上出現許多對賽事中彈珠的迷因圖片與二次創作等，彷彿將彈珠視為有血有肉的運動員般。
2019年8月，由於登上ESPN的電視節目，Jelle決定將「彈珠奧運會（MarbleLympics）」更名為「彈珠聯賽（Marble League）」，以避免產生與國際奧林匹克委員會的版權爭議。Jelle解釋說這是為了保留在影片中已廣泛使用的「ML」簡稱。
Jelle于2020年5月18日宣布该年的彈珠聯賽将于6月21日举行，电视节目《約翰奧利佛之昔日新聞報報》将担任本届聯賽的一级赞助商。

### 彈珠拉力賽（Marble Rally）
彈珠拉力賽（Marble Rally），舊稱沙地彈珠拉力賽（Sand Marble Rally），是一個每年連載的影片系列，但較彈珠聯賽而言較無完整的世界觀體系，而偏向單集式的影片。該系列主要供尺寸較大的彈珠進行比賽，Jelle會在自家旁的一處沙丘挖掘一段約百米長的道路，並安排突起障礙及岔路，根據各場最終排名累積積分。
受2019冠狀病毒病疫情影響，2020年的賽事遭延期。Jelle表示有可能會將該系列影片轉為於室內舉辦與拍攝。

### 彈珠F1（Marbula One）
彈珠F1（Marbula One）是Jelle's Marble Runs於2020年2月開始連載的影片系列，其與現實中的一級方程式賽車相仿，以升降梯與重力作為動力，最先在賽道上完成指定圈數的選手獲勝。該系列由彈珠聯賽中的隊伍參賽，且有許多與一級方程式賽車相同的設定，例如積分設定以及排位賽機制，在比賽出現異常情況時也會亮出「黃旗」並派出「安全彈珠」以協助被卡住的彈珠滾動，当比赛情况非常严重时，会触发红旗，暂停比赛，例如M1S1的Razzway大奖赛，或者M1S2的Minty Mania大奖赛

### 其他系列
- Hubelino錦標賽（Hubelino Tournament），曾於2016年與2018年舉辦，該系列的特徵為比賽項目僅使用Hubelino積木進行搭建。[21]
- 迷宮彈珠競賽（Amazing Maze Marble Race），於2018年7月舉辦，做為當年彈珠聯賽的熱身賽，以及彈珠拉力賽延遲的替代品。[22]
- LMS锦标赛（Last Marble Standings),于2020年6月2日举办，由牛奶厂家Arla Cravendale赞助举行的一项赛事。[23]

除了各項彈珠賽事影片，Jelle也會不定時上傳一些自製的彈珠軌道影片。

## 反應與影響
Jelle's Marble Runs曾於2019年8月登上「ESPN8: The Ocho」節目，該節目旨在介紹一些「很少見的運動」，而2019年的彈珠聯賽便成為節目中的項目之一。該節目於2020年3月重播。
在2019冠狀病毒病疫情期間，由於大部分的體育活動都延期或取消，使Jelle's Marble Runs開始獲得大量關注，其各社群平台帳號的粉絲數均迅速增長。也包含現實中的運動員與體育節目評論員，例如英國前足球員加里·莱因克尔便曾在推特上分享彈珠F1的影片，美國體育節目評論員喬·巴克更直接為比賽重新配音。
Jelle的弟弟Dion接受CNN採訪時表示，「彈珠賽事會帶你進入另一個維度的世界，這裡沒有人類世界的戰火紛飛以及現實中的各種煩惱—這就是彈珠賽事的魔力。」

## 彈珠聯賽隊伍
現役隊伍
野競(Savage Speeders)
橘子(O'rangers)
薄荷(Minty Maniacs)
貓眼(Crazy cat's Eye)
午夜(Midnight Wisps)
Hazers(Hazers)
銀河(Team Galactic)
Momo(Team momo)